# Ligue des nations de l'UEFA 2020-2021
Navigation
Édition 2018-2019 Édition 2022-2023
La Ligue des nations de l'UEFA 2020-2021 est la deuxième édition de la Ligue des nations organisée par l'Union des associations européennes de football. Elle oppose les équipes nationales masculines des 55 associations membres lors d'une phase de groupes du 3 septembre au 18 novembre 2020 et une phase finale reportée du 6 au 10 octobre 2021 à la suite du report du Championnat d'Europe en 2021.
La finale de cette compétition 2020-2021 est remportée par la France le 10 octobre 2021 à Milan face à l'Espagne (2-1). La France devient ainsi la première équipe à réussir le doublé Coupe du monde (2018) et Ligue des nations (2020-2021) mais également la première équipe à avoir remporté au cours de son histoire la Coupe du monde, les Jeux olympiques, l'Euro, la Coupe des confédérations et la Ligue des nations.

## Format
Le format de la compétition est modifié par rapport à l'édition précédente. 
Les équipes sont réparties en quatre ligues (A, B, C et D) en fonction de leurs performances lors de la de la Ligue des nations 2018-2019. La répartition est la suivante :
16 équipes en Ligue A :
- 8 équipes de la Ligue A 2018-2019
- 4 équipes promues de Ligue B
- 4 équipes initialement reléguées de la Ligue A

16 équipes en Ligue B :
- 4 équipes maintenues de la Ligue B 2018-2019
- 4 équipes promues de Ligue C
- 4 équipes initialement reléguées de la Ligue B
- 4 équipes non-promues initialement de la Ligue C

16 équipes en Ligue C :
- 3 équipes maintenues de la Ligue C 2018-2019
- 4 équipes promues de la Ligue C 2018-2019
- 4 équipes initialement reléguées de la Ligue C
- 5 équipes non-promues initialement de la Ligue D 2018-2019

7 équipes en Ligue D :
- 7 équipes non-promues de la Ligue D 2018-2019

Les ligues A, B et C sont divisées en quatre groupes de quatre équipes, de sorte que chaque équipe joue six matches au sein de chaque groupe (utilisant le système de matches domicile-extérieur). La Ligue D est divisée en un groupe de quatre et un groupe de trois équipes.
Les quatre vainqueurs de groupes de la Ligue A sont qualifiés pour la phase finale de la Ligue des nations, qui a lieu en octobre 2021, avec deux demi-finales, un matche pour la troisième place et une finale. Un pays hôte sera désigné par l'UEFA parmi les équipes finalistes. Pour cette édition, 3 pays (Italie, Pays-Bas et Pologne) ont déposé leur candidature pour accueillir la phase finale de la compétition Ces trois nations étant dans le même groupe (Groupe 1), l'Italie (vainqueur de ce groupe) organisera la phase finale de la compétition.
Les équipes sont également soumises à un système de promotion et de relégation à une division supérieure ou inférieure. Dans la Ligue A, les quatre dernières équipes de chaque groupe sont reléguées. Dans la Ligue B, les quatre gagnants de chaque groupe sont promus, tandis que les dernières équipes de chaque groupe sont reléguées. Dans la Ligue C, les quatre gagnants de chaque groupe sont promus, tandis que les dernières équipes de chaque groupe jouent des barrages de relégation, deux d'entre elles étant ensuite reléguées et les deux autres restent en Ligue C. Dans la Ligue D, les deux gagnants de groupe sont promus.
| Rang           | Ligue A      | Ligue B    | Ligue C   | Ligue D   |
| -------------- | ------------ | ---------- | --------- | --------- |
| Premiers       | Phase finale | Promotion  | Promotion | Promotion |
| Intermédiaires | Maintien     | Maintien   | Maintien  | Maintien  |
| Derniers       | Relégation   | Relégation | Barrage   | Maintien  |

### Qualifications pour la Coupe du monde 2022
Cette édition sera liée à la qualification pour la Coupe du monde de football 2022 au Qatar.
- Premier tour : les 55 équipes de l'UEFA affiliées à la FIFA au moment du tirage au sort seront réparties en dix groupes (cinq groupes de six équipes et cinq groupes de cinq équipes), chaque équipe rencontrant tous les adversaires au sein de son groupe en matches aller et retour. Les vainqueurs de chaque groupe se qualifient pour la Coupe du Monde et les dix seconds de groupes se qualifient pour le deuxième tour (barrages).

- Deuxième tour (barrages) : les barrages se disputeront en deux tours en matches simples à élimination directe :
  - le 1er tour opposera les dix équipes classées deuxièmes de leur groupe et les deux meilleures nations non qualifiées via les éliminatoires basés sur les résultats de la Ligue des nations.
  - le 2e tour verra s'affronter les six équipes qualifiées du premier tour.

Les trois gagnants du deuxième tour se qualifient pour la Coupe du monde.

## Calendrier
| Nom                                             | Tirage au sort        | Date aller                                               | Date retour                                          | Équipes participantes |
| ----------------------------------------------- | --------------------- | -------------------------------------------------------- | ---------------------------------------------------- | --------------------- |
| Phase de groupes (2020)                         |                       |                                                          |                                                      |                       |
| Journées 1 et 4 Journées 2 et 5 Journées 3 et 6 | 3 mars 2020 Amsterdam | 3, 4 et 5 septembre 6, 7 et 8 septembre 10 et 11 octobre | 13 et 14 octobre 14 et 15 novembre 17 et 18 novembre | 55                    |
| Phase finale (2021)                             |                       |                                                          |                                                      |                       |
| Demi-finales                                    | 3 décembre 2020 Nyon  | 6 et 7 octobre                                           | 6 et 7 octobre                                       | 4                     |
| 3e place                                        | 3 décembre 2020 Nyon  | 10 octobre                                               | 10 octobre                                           | 2                     |
| Finale                                          | 3 décembre 2020 Nyon  | 10 octobre                                               | 10 octobre                                           | 2                     |
| Matches de barrages et de relégation (2022)     |                       |                                                          |                                                      |                       |
| 1er tour de barrage                             |                       | 25 mars                                                  | 25 mars                                              | 12                    |
| 2e tour de barrage                              | 29 mars               | 29 mars                                                  | 6                                                    |                       |
| Matches de relégation                           | 25 mars               | 29 mars                                                  | 4                                                    |                       |

## Participants
Les 55 associations membres de l'UEFA prennent part à la Ligue des nations 2020-2021.
- Albanie
- Allemagne
- Andorre
- Angleterre
- Arménie
- Autriche
- Azerbaïdjan
- Biélorussie
- Belgique
- Bosnie-Herzégovine
- Bulgarie
- Croatie
- Chypre
- Danemark
- Écosse
- Espagne
- Estonie
- Finlande
- France
- Géorgie
- Gibraltar
- Grèce
- Hongrie
- Îles Féroé
- République d'Irlande
- Irlande du Nord
- Islande
- Israël
- Italie
- Kazakhstan
- Kosovo
- Lettonie
- Liechtenstein
- Lituanie
- Luxembourg
- Macédoine du Nord
- Malte
- Moldavie
- Monténégro
- Norvège
- Pays-Bas
- Pays de Galles
- Pologne
- Portugal
- Tchéquie
- Roumanie
- Russie
- Saint-Marin
- Serbie
- Slovaquie
- Slovénie
- Suède
- Suisse
- Turquie
- Ukraine

## Ligues

### Composition des ligues

Carte de la répartition des ligues.
Équipe prenant part à la Ligue A
Équipe prenant part à la Ligue B
Équipe prenant part à la Ligue C
Équipe prenant part à la Ligue D

Les équipes sont reparties sur la base des performances des équipes lors de la précédente édition. Le tirage au sort des différents groupes de chaque ligue a eu lieu le 3 mars 2020 à Amsterdam.
| Ligue A            | Ligue A     | Ligue A |
| Équipe             | Rang Ligue  | Rang    |
| ------------------ | ----------- | ------- |
| Portugal T         | 1er Ligue A | 1       |
| Pays-Bas           | 2e Ligue A  | 2       |
| Angleterre         | 3e Ligue A  | 3       |
| Suisse             | 4e Ligue A  | 4       |
| Belgique           | 5e Ligue A  | 5       |
| France             | 6e Ligue A  | 6       |
| Espagne            | 7e Ligue A  | 7       |
| Italie             | 8e Ligue A  | 8       |
| Bosnie-Herzégovine | 1re Ligue B | 9       |
| Ukraine            | 2e Ligue B  | 10      |
| Danemark           | 3e Ligue B  | 11      |
| Suède              | 4e Ligue B  | 12      |
| Croatie            | 9e Ligue A  | 13      |
| Pologne            | 10e Ligue A | 14      |
| Allemagne          | 11e Ligue A | 15      |
| Islande            | 12e Ligue A | 16      |

| Ligue B              | Ligue B     | Ligue B |
| Équipe               | Rang Ligue  | Rang    |
| -------------------- | ----------- | ------- |
| Russie               | 5e Ligue B  | 17      |
| Autriche             | 6e Ligue B  | 18      |
| Pays de Galles       | 7e Ligue B  | 19      |
| Tchéquie             | 8e Ligue B  | 20      |
| Écosse               | 1re Ligue C | 21      |
| Norvège              | 2e Ligue C  | 22      |
| Serbie               | 3e Ligue C  | 23      |
| Finlande             | 4e Ligue C  | 24      |
| Slovaquie            | 9e Ligue B  | 25      |
| Turquie              | 10e Ligue B | 26      |
| République d'Irlande | 11e Ligue B | 27      |
| Irlande du Nord      | 12e Ligue B | 28      |
| Bulgarie             | 5e Ligue C  | 29      |
| Israël               | 6e Ligue C  | 30      |
| Hongrie              | 7e Ligue C  | 31      |
| Roumanie             | 8e Ligue C  | 32      |

| Légende : | Légende :                         |
| --------- | --------------------------------- |
|           | Équipes placées dans le chapeau 1 |
|           | Équipes placées dans le chapeau 2 |
|           | Équipes placées dans le chapeau 3 |
|           | Équipes placées dans le chapeau 4 |

| Légende équipes promues : | Légende équipes promues :                    |
| ------------------------- | -------------------------------------------- |
|                           | Équipe promue et placée dans le chapeau 1    |
|                           | Équipes promues et placées dans le chapeau 2 |
|                           | Équipes promues et placées dans le chapeau 3 |
|                           | Équipes promues et placées dans le chapeau 4 |

- Équipe prenant part à la Ligue A
- Équipe prenant part à la Ligue B
- Équipe prenant part à la Ligue C
- Équipe prenant part à la Ligue D

| Ligue C           | Ligue C     | Ligue C |
| Équipe            | Rang Ligue  | Rang    |
| ----------------- | ----------- | ------- |
| Grèce             | 9e Ligue C  | 33      |
| Albanie           | 10e Ligue C | 34      |
| Monténégro        | 11e Ligue C | 35      |
| Géorgie           | 1re Ligue D | 36      |
| Macédoine du Nord | 2e Ligue D  | 37      |
| Kosovo            | 3e Ligue D  | 38      |
| Biélorussie       | 4e Ligue D  | 39      |
| Chypre            | 12e Ligue C | 40      |
| Estonie           | 13e Ligue C | 41      |
| Slovénie          | 14e Ligue C | 42      |
| Lituanie          | 15e Ligue C | 43      |
| Luxembourg        | 5e Ligue D  | 44      |
| Arménie           | 6e Ligue D  | 45      |
| Azerbaïdjan       | 7e Ligue D  | 46      |
| Kazakhstan        | 8e Ligue D  | 47      |
| Moldavie          | 9e Ligue D  | 48      |

| Ligue D       | Ligue D     | Ligue D |
| Équipe        | Rang Ligue  | Rang    |
| ------------- | ----------- | ------- |
| Gibraltar     | 10e Ligue D | 49      |
| Îles Féroé    | 11e Ligue D | 50      |
| Lettonie      | 12e Ligue D | 51      |
| Liechtenstein | 13e Ligue D | 52      |
| Andorre       | 14e Ligue D | 53      |
| Malte         | 15e Ligue D | 54      |
| Saint-Marin   | 16e Ligue D | 55      |

### Aménagements avant le tirage au sort
Raison climatique
En raison de conditions hivernales, un groupe pourra contenir au maximum deux des équipes suivantes :
- Norvège, Finlande, Russie (Ligue B) ;
- Biélorussie, Estonie, Lituanie (Ligue C).

Cependant, ces considérations sont sans effet puisque la Norvège et la Finlande d'une part, l'Estonie et la Lituanie d'autre part, ne peuvent être dans le même groupe puisqu'étant dans le même chapeau.

### Critères

#### Critères pour le classement des groupes
En cas d’égalité de points de plusieurs équipes à l'issue des matches de groupe, les critères suivants sont appliqués dans l'ordre indiqué pour établir leur classement :
1. Plus grand nombre de points obtenus dans les matches de groupe disputés entre les équipes concernées ;
2. Meilleure différence de buts dans les matches de groupe disputés entre les équipes concernées ;
3. Plus grand nombre de buts marqués dans les matches de groupe disputés entre les équipes concernées ;
4. Plus grand nombre de buts marqués à l'extérieur dans les matches de groupe disputés entre les équipes concernées ;
5. Si, après l’application des critères 1) à 4), plusieurs équipes sont toujours à égalité, les critères 1) à 4) sont à nouveau appliqués exclusivement aux matches entre les équipes restantes afin de déterminer leur classement final. Si cette procédure ne donne pas de résultat, les critères 6) à 12) s’appliquent dans l'ordre indiqué aux équipes encore à égalité ;
6. Meilleure différence de buts générale ;
7. Plus grand nombre de buts marqués ;
8. Plus grand nombre de buts marqués à l'extérieur ;
9. Plus grand nombre de victoires ;
10. Plus grand nombre de victoires à l'extérieur ;
11. Meilleur classement du fair-play dans tous les matches du groupe (-1 point pour un carton jaune, -3 points pour deux cartons jaunes menant à un carton rouge, -3 points pour un carton rouge direct) ;
12. Position dans la liste d'accès.

#### Critères pour le classement des ligues
Le classement de chaque ligue se fait de la façon suivante :
1. Position des équipes dans chaque groupe ;
2. Plus grand nombre de points obtenus ;
3. Meilleure différence de buts générale ;
4. Plus grand nombre de buts marqués ;
5. Plus grand nombre de buts marqués à l'extérieur ;
6. Plus grand nombre de victoires ;
7. Plus grand nombre de victoires à l'extérieur;
8. Classement du fair-play dans tous les matches du groupe (-1 point pour un carton jaune, -3 points pour deux cartons jaunes menant à un carton rouge, -3 points pour un carton rouge direct) ;
9. Position dans la liste d'accès.

Afin de classer les équipes de la Ligue D composées de 2 groupes de taille différente, la procédure suivante s'applique :
1. les résultats contre l'équipe classée quatrième du groupe 1 ne sont pas pris en compte ;
2. tous les résultats sont pris en compte pour l'équipe classée quatrième du groupe 1.

#### Critères pour le classement général
Les résultats de la phase finale influent comme suit sur le classement général de la Ligue des nations :
- Le vainqueur est classé 1er ;
- L'autre finaliste est classé 2e ;
- Le vainqueur du match pour la troisième place est classé 3e ;
- Le perdant du match pour la troisième place est classé 4e.

Le classement général de la Ligue des Nations de l'UEFA est établi comme suit :
- les seize équipes de la Ligue A sont réparties de la 1re à la 16e place en fonction du classement individuel de la ligue ;
- les seize équipes de la Ligue B sont réparties de la 17e à la 32e place en fonction du classement individuel de la ligue ;
- les seize équipes de la Ligue C sont réparties de la 33e à la 48e place en fonction du classement individuel de la ligue ;
- les sept équipes de la Ligue D sont réparties de la 49e à la 55e place en fonction du classement individuel de la ligue.

### Ligue A

#### Phase de groupes
Légende des classements
- Qualification pour la phase finale
- Relégation en Ligue B

##### Groupe 1
| Rang | Équipe               | Pts | J | G | N | P | Bp | Bc | Diff |  | Résultats (▼ dom., ► ext.) |     |     |     |     |
| ---- | -------------------- | --- | - | - | - | - | -- | -- | ---- |  | -------------------------- | --- | --- | --- | --- |
| 1    | Italie               | 12  | 6 | 3 | 3 | 0 | 7  | 2  | +5   |  | Italie                     |     | 1-1 | 2-0 | 1-1 |
| 2    | Pays-Bas             | 11  | 6 | 3 | 2 | 1 | 7  | 4  | +3   |  | Pays-Bas                   | 0-1 |     | 1-0 | 3-1 |
| 3    | Pologne              | 7   | 6 | 2 | 1 | 3 | 6  | 6  | 0    |  | Pologne                    | 0-0 | 1-2 |     | 3-0 |
| 4    | Bosnie-Herzégovine P | 2   | 6 | 0 | 2 | 4 | 3  | 11 | -8   |  | Bosnie-Herzégovine P       | 0-2 | 0-0 | 1-2 |     |

##### Groupe 2
| Rang | Équipe     | Pts | J | G | N | P | Bp | Bc | Diff |  | Résultats (▼ dom., ► ext.) |     |     |     |     |
| ---- | ---------- | --- | - | - | - | - | -- | -- | ---- |  | -------------------------- | --- | --- | --- | --- |
| 1    | Belgique   | 15  | 6 | 5 | 0 | 1 | 16 | 6  | +10  |  | Belgique                   |     | 4-2 | 2-0 | 5-1 |
| 2    | Danemark P | 10  | 6 | 3 | 1 | 2 | 8  | 7  | +1   |  | Danemark P                 | 0-2 |     | 0-0 | 2-1 |
| 3    | Angleterre | 10  | 6 | 3 | 1 | 2 | 7  | 4  | +3   |  | Angleterre                 | 2-1 | 0-1 |     | 4-0 |
| 4    | Islande    | 0   | 6 | 0 | 0 | 6 | 3  | 17 | -14  |  | Islande                    | 1-2 | 0-3 | 0-1 |     |

##### Groupe 3
| Rang | Équipe     | Pts | J | G | N | P | Bp | Bc | Diff |  | Résultats (▼ dom., ► ext.) |     |     |     |     |
| ---- | ---------- | --- | - | - | - | - | -- | -- | ---- |  | -------------------------- | --- | --- | --- | --- |
| 1    | France     | 16  | 6 | 5 | 1 | 0 | 12 | 5  | +7   |  | France                     |     | 0-0 | 4-2 | 4-2 |
| 2    | Portugal T | 13  | 6 | 4 | 1 | 1 | 12 | 4  | +8   |  | Portugal T                 | 0-1 |     | 4-1 | 3-0 |
| 3    | Croatie    | 3   | 6 | 1 | 0 | 5 | 9  | 16 | -7   |  | Croatie                    | 1-2 | 2-3 |     | 2-1 |
| 4    | Suède P    | 3   | 6 | 1 | 0 | 5 | 5  | 13 | -8   |  | Suède P                    | 0-1 | 0-2 | 2-1 |     |

##### Groupe 4
| Rang | Équipe    | Pts | J | G | N | P | Bp | Bc | Diff |  | Résultats (▼ dom., ► ext.) |     |     |     |     |
| ---- | --------- | --- | - | - | - | - | -- | -- | ---- |  | -------------------------- | --- | --- | --- | --- |
| 1    | Espagne   | 11  | 6 | 3 | 2 | 1 | 13 | 3  | +10  |  | Espagne                    |     | 6-0 | 1-0 | 4-0 |
| 2    | Allemagne | 9   | 6 | 2 | 3 | 1 | 10 | 13 | -3   |  | Allemagne                  | 1-1 |     | 3-3 | 3-1 |
| 3    | Suisse    | 6   | 6 | 1 | 3 | 2 | 9  | 8  | +1   |  | Suisse                     | 1-1 | 1-1 |     | 3-0 |
| 4    | Ukraine P | 6   | 6 | 2 | 0 | 4 | 5  | 13 | -8   |  | Ukraine P                  | 1-0 | 1-2 | 2-1 |     |

Note : Le matche Suisse-Ukraine a été annulé à la suite de la découverte de plusieurs cas de Covid-19 dans la sélection ukrainienne. Le 25 novembre, l'instance de contrôle, d'éthique et de discipline de l'UEFA annonce la victoire sur tapis vert de la Suisse 3-0.

#### Phase finale de la Ligue des nations
|  | Demi-finales                               | Demi-finales                     |                        |   | Finale                            | Finale                            |
|  | Demi-finales                               | Demi-finales                     |                        |   | Finale                            | Finale                            |
|  |                                            |                                  |                        |   |                                   |                                   |
|  | 6 octobre 2021 à San Siro, Milan           | 6 octobre 2021 à San Siro, Milan |                        |   | 10 octobre 2021 à San Siro, Milan | 10 octobre 2021 à San Siro, Milan |
|  | 6 octobre 2021 à San Siro, Milan           | 6 octobre 2021 à San Siro, Milan |                        |   | 10 octobre 2021 à San Siro, Milan | 10 octobre 2021 à San Siro, Milan |
|  | Italie                                     | 1                                |                        |   | 10 octobre 2021 à San Siro, Milan | 10 octobre 2021 à San Siro, Milan |
|  | Italie                                     | 1                                |                        |   | 10 octobre 2021 à San Siro, Milan | 10 octobre 2021 à San Siro, Milan |
|  | Espagne                                    | 2                                |                        |   | 10 octobre 2021 à San Siro, Milan | 10 octobre 2021 à San Siro, Milan |
|  | Espagne                                    | 2                                | Espagne                | 1 |                                   |                                   |
|  | 7 octobre 2021 au Juventus Stadium, Turin  |                                  | Espagne                | 1 |                                   |                                   |
|  |                                            | France                           | 2                      |   |                                   |                                   |
|  | Belgique                                   | France                           | 2                      | 2 |                                   |                                   |
|  | Belgique                                   |                                  |                        | 2 |                                   |                                   |
|  | France                                     | 3                                |                        |   |                                   |                                   |
|  | France                                     | 3                                | Match pour la 3e place |   |                                   |                                   |
|  |                                            |                                  |                        |   |                                   |                                   |
|  | 10 octobre 2021 au Juventus Stadium, Turin |                                  |                        |   |                                   |                                   |
|  |                                            |                                  |                        |   |                                   |                                   |
|  | Italie                                     | 2                                |                        |   |                                   |                                   |
|  | Italie                                     | 2                                |                        |   |                                   |                                   |
|  | Belgique                                   | 1                                |                        |   |                                   |                                   |
|  | Belgique                                   | 1                                |                        |   |                                   |                                   |

### Ligue B
Légende des classements
- Promotion en Ligue A
- Relégation en Ligue C

#### Groupe 1
| Rang | Équipe          | Pts | J | G | N | P | Bp | Bc | Diff |  | Résultats (▼ dom., ► ext.) |     |     |     |     |
| ---- | --------------- | --- | - | - | - | - | -- | -- | ---- |  | -------------------------- | --- | --- | --- | --- |
| 1    | Autriche        | 13  | 6 | 4 | 1 | 1 | 9  | 6  | +3   |  | Autriche                   |     | 1-1 | 2-3 | 2-1 |
| 2    | Norvège P       | 10  | 6 | 3 | 1 | 2 | 12 | 7  | +5   |  | Norvège P                  | 1-2 |     | 4-0 | 1-0 |
| 3    | Roumanie P      | 8   | 6 | 2 | 2 | 2 | 8  | 9  | -1   |  | Roumanie P                 | 0-1 | 3-0 |     | 1-1 |
| 4    | Irlande du Nord | 2   | 6 | 0 | 2 | 4 | 4  | 11 | -7   |  | Irlande du Nord            | 0-1 | 1-5 | 1-1 |     |

Note : Le matche Roumanie-Norvège a été annulé à la suite de la découverte de plusieurs cas de Covid-19 dans la sélection norvégienne. Le 18 novembre, l'instance de contrôle, d'éthique et de discipline de l'UEFA annonce la victoire sur tapis vert de la Roumanie 3-0.

#### Groupe 2
| Rang | Équipe    | Pts | J | G | N | P | Bp | Bc | Diff |  | Résultats (▼ dom., ► ext.) |     |     |     |     |
| ---- | --------- | --- | - | - | - | - | -- | -- | ---- |  | -------------------------- | --- | --- | --- | --- |
| 1    | Tchéquie  | 12  | 6 | 4 | 0 | 2 | 9  | 5  | +4   |  | Tchéquie                   |     | 1-2 | 1-0 | 2-0 |
| 2    | Écosse P  | 10  | 6 | 3 | 1 | 2 | 5  | 4  | +1   |  | Écosse P                   | 1-0 |     | 1-1 | 1-0 |
| 3    | Israël P  | 8   | 6 | 2 | 2 | 2 | 7  | 7  | 0    |  | Israël P                   | 1-2 | 1-0 |     | 1-1 |
| 4    | Slovaquie | 4   | 6 | 1 | 1 | 4 | 5  | 10 | -5   |  | Slovaquie                  | 1-3 | 1-0 | 2-3 |     |

#### Groupe 3
| Rang | Équipe    | Pts | J | G | N | P | Bp | Bc | Diff |  | Résultats (▼ dom., ► ext.) |     |     |     |     |
| ---- | --------- | --- | - | - | - | - | -- | -- | ---- |  | -------------------------- | --- | --- | --- | --- |
| 1    | Hongrie P | 11  | 6 | 3 | 2 | 1 | 6  | 4  | +2   |  | Hongrie P                  |     | 2-3 | 1-1 | 1-0 |
| 2    | Russie    | 8   | 6 | 2 | 2 | 2 | 9  | 12 | -3   |  | Russie                     | 0-0 |     | 3-1 | 1-1 |
| 3    | Serbie P  | 6   | 6 | 1 | 3 | 2 | 9  | 7  | +2   |  | Serbie P                   | 0-1 | 5-0 |     | 0-0 |
| 4    | Turquie   | 6   | 6 | 1 | 3 | 2 | 6  | 7  | -1   |  | Turquie                    | 0-1 | 3-2 | 2-2 |     |

#### Groupe 4
| Rang | Équipe               | Pts | J | G | N | P | Bp | Bc | Diff |  | Résultats (▼ dom., ► ext.) |     |     |     |     |
| ---- | -------------------- | --- | - | - | - | - | -- | -- | ---- |  | -------------------------- | --- | --- | --- | --- |
| 1    | Pays de Galles       | 16  | 6 | 5 | 1 | 0 | 7  | 1  | +6   |  | Pays de Galles             |     | 3-1 | 1-0 | 1-0 |
| 2    | Finlande P           | 12  | 6 | 4 | 0 | 2 | 7  | 5  | +2   |  | Finlande P                 | 0-1 |     | 1-0 | 2-0 |
| 3    | République d'Irlande | 3   | 6 | 0 | 3 | 3 | 1  | 4  | -3   |  | République d'Irlande       | 0-0 | 0-1 |     | 0-0 |
| 4    | Bulgarie P           | 2   | 6 | 0 | 2 | 4 | 2  | 7  | -5   |  | Bulgarie P                 | 0-1 | 1-2 | 1-1 |     |

### Ligue C
Légende des classements
- Promotion en Ligue B
- Barrages de relégation en Ligue D

#### Groupe 1
| Rang | Équipe        | Pts | J | G | N | P | Bp | Bc | Diff |  | Résultats (▼ dom., ► ext.) |     |     |     |     |
| ---- | ------------- | --- | - | - | - | - | -- | -- | ---- |  | -------------------------- | --- | --- | --- | --- |
| 1    | Monténégro    | 13  | 6 | 4 | 1 | 1 | 10 | 2  | +8   |  | Monténégro                 |     | 1-2 | 2-0 | 4-0 |
| 2    | Luxembourg P  | 10  | 6 | 3 | 1 | 2 | 7  | 5  | +2   |  | Luxembourg P               | 0-1 |     | 0-0 | 2-0 |
| 3    | Azerbaïdjan P | 6   | 6 | 1 | 3 | 2 | 2  | 4  | -2   |  | Azerbaïdjan P              | 0-0 | 1-2 |     | 0-0 |
| 4    | Chypre        | 4   | 6 | 1 | 1 | 4 | 2  | 10 | -8   |  | Chypre                     | 0-2 | 2-1 | 0-1 |     |

#### Groupe 2
| Rang | Équipe              | Pts | J | G | N | P | Bp | Bc | Diff |  | Résultats (▼ dom., ► ext.) |     |     |     |     |
| ---- | ------------------- | --- | - | - | - | - | -- | -- | ---- |  | -------------------------- | --- | --- | --- | --- |
| 1    | Arménie P           | 11  | 6 | 3 | 2 | 1 | 9  | 6  | +3   |  | Arménie P                  |     | 1-0 | 2-2 | 2-0 |
| 2    | Macédoine du Nord P | 9   | 6 | 2 | 3 | 1 | 9  | 8  | +1   |  | Macédoine du Nord P        | 2-1 |     | 1-1 | 2-1 |
| 3    | Géorgie P           | 7   | 6 | 1 | 4 | 1 | 6  | 6  | 0    |  | Géorgie P                  | 1-2 | 1-1 |     | 0-0 |
| 4    | Estonie             | 3   | 6 | 0 | 3 | 3 | 5  | 9  | -4   |  | Estonie                    | 1-1 | 3-3 | 0-1 |     |

#### Groupe 3
| Rang | Équipe     | Pts | J | G | N | P | Bp | Bc | Diff |  | Résultats (▼ dom., ► ext.) |     |     |     |     |
| ---- | ---------- | --- | - | - | - | - | -- | -- | ---- |  | -------------------------- | --- | --- | --- | --- |
| 1    | Slovénie   | 14  | 6 | 4 | 2 | 0 | 8  | 1  | +7   |  | Slovénie                   |     | 0-0 | 2-1 | 1-0 |
| 2    | Grèce      | 12  | 6 | 3 | 3 | 0 | 6  | 1  | +5   |  | Grèce                      | 0-0 |     | 0-0 | 2-0 |
| 3    | Kosovo P   | 5   | 6 | 1 | 2 | 3 | 4  | 6  | -2   |  | Kosovo P                   | 0-1 | 1-2 |     | 1-0 |
| 4    | Moldavie P | 1   | 6 | 0 | 1 | 5 | 1  | 11 | -10  |  | Moldavie P                 | 0-4 | 0-2 | 1-1 |     |

#### Groupe 4
| Rang | Équipe        | Pts | J | G | N | P | Bp | Bc | Diff |  | Résultats (▼ dom., ► ext.) |     |     |     |     |
| ---- | ------------- | --- | - | - | - | - | -- | -- | ---- |  | -------------------------- | --- | --- | --- | --- |
| 1    | Albanie       | 11  | 6 | 3 | 2 | 1 | 8  | 4  | +4   |  | Albanie                    |     | 3-2 | 0-1 | 3-1 |
| 2    | Biélorussie P | 10  | 6 | 3 | 1 | 2 | 10 | 8  | +2   |  | Biélorussie P              | 0-2 |     | 2-0 | 2-0 |
| 3    | Lituanie      | 8   | 6 | 2 | 2 | 2 | 5  | 7  | -2   |  | Lituanie                   | 0-0 | 2-2 |     | 0-2 |
| 4    | Kazakhstan P  | 4   | 6 | 1 | 1 | 4 | 5  | 9  | -4   |  | Kazakhstan P               | 0-0 | 1-2 | 1-2 |     |

#### Matches de relégation
Les équipes en quatrième position dans chaque groupe de la Ligue C sont classées de la position 1 à la position 4 sur la base du classement général de la Ligue des nations, et disputent les matches de relégation.
L’équipe classée en position 1 (45e) joue contre l’équipe en position 4 (48e) et l’équipe classée en position 2 (46e) joue contre l’équipe en position 3 (47e).
Les matches de relégation sont disputés selon le système à élimination directe en matches aller-retour.
Si une équipe devant disputer les matches de relégation est qualifiée pour les matches de barrage en vue de la Coupe du monde de la FIFA 2022, aucun matche de relégation n’est disputé, et les équipes de la Ligue C placées en 47e et en 48e position dans le classement général sont reléguées.
| Rang | Équipe                | Pts | J | G | N | P | Bp | Bc | Diff |
| ---- | --------------------- | --- | - | - | - | - | -- | -- | ---- |
| 45   | Kazakhstan (Groupe 4) | 4   | 6 | 1 | 1 | 4 | 5  | 9  | -4   |
| 46   | Chypre (Groupe 1)     | 4   | 6 | 1 | 1 | 4 | 2  | 10 | -8   |
| 47   | Estonie (Groupe 2)    | 3   | 6 | 0 | 3 | 3 | 5  | 9  | -4   |
| 48   | Moldavie (Groupe 3)   | 1   | 6 | 0 | 1 | 5 | 1  | 11 | -10  |

| Équipe   | Aller | Total             | Retour   | Équipe     |
| -------- | ----- | ----------------- | -------- | ---------- |
| Moldavie | 1 - 2 | 2 - 2 (4 - 5 tab) | 1 - 0 ap | Kazakhstan |
| Estonie  | 0 - 0 | 0 - 2             | 0 - 2    | Chypre     |

### Ligue D
Légende des classements
- Promotion en Ligue C

#### Groupe 1
| Rang | Équipe     | Pts | J | G | N | P | Bp | Bc | Diff |  | Résultats (▼ dom., ► ext.) |     |     |     |     |
| ---- | ---------- | --- | - | - | - | - | -- | -- | ---- |  | -------------------------- | --- | --- | --- | --- |
| 1    | Îles Féroé | 12  | 6 | 3 | 3 | 0 | 9  | 5  | +4   |  | Îles Féroé                 |     | 3-2 | 1-1 | 2-0 |
| 2    | Malte      | 9   | 6 | 2 | 3 | 1 | 8  | 6  | +2   |  | Malte                      | 1-1 |     | 1-1 | 3-1 |
| 3    | Lettonie   | 7   | 6 | 1 | 4 | 1 | 8  | 4  | +4   |  | Lettonie                   | 1-1 | 0-1 |     | 0-0 |
| 4    | Andorre    | 2   | 6 | 0 | 2 | 4 | 1  | 11 | -10  |  | Andorre                    | 0-1 | 0-0 | 0-5 |     |

#### Groupe 2
| Rang | Équipe        | Pts | J | G | N | P | Bp | Bc | Diff |  | Résultats (▼ dom., ► ext.) |     |     |     |
| ---- | ------------- | --- | - | - | - | - | -- | -- | ---- |  | -------------------------- | --- | --- | --- |
| 1    | Gibraltar     | 8   | 4 | 2 | 2 | 0 | 3  | 1  | +2   |  | Gibraltar                  |     | 1-1 | 1-0 |
| 2    | Liechtenstein | 5   | 4 | 1 | 2 | 1 | 3  | 2  | +1   |  | Liechtenstein              | 0-1 |     | 0-0 |
| 3    | Saint-Marin   | 2   | 4 | 0 | 2 | 2 | 0  | 3  | -3   |  | Saint-Marin                | 0-0 | 0-2 |     |

## Classement général
Légende des classements
- Vainqueur
- Finaliste
- Vainqueur du match pour la 3e place
- Quatrième
- Promotion en ligue supérieure
- Maintien dans sa ligue
- Barrage de relégation (Ligue C)
- Relégation en ligue inférieure

| Ligue A                    | Ligue A            | Ligue A                         | Ligue A | Ligue A | Ligue A | Ligue A | Ligue A | Ligue A | Ligue A | Ligue A | Ligue A |
| Rang                       | Nation             | Parcours                        | Gr.     | MJ      | G       | N       | P       | Pts     | Bp      | Bc      | Diff    |
| -------------------------- | ------------------ | ------------------------------- | ------- | ------- | ------- | ------- | ------- | ------- | ------- | ------- | ------- |
| Médaille d'or, Europe      | France             | Vainqueur                       | 3       | 8       | 7       | 1       | 0       | 22      | 17      | 8       | +9      |
| Médaille d'argent, Europe  | Espagne            | Finaliste                       | 4       | 8       | 4       | 2       | 2       | 14      | 16      | 6       | +10     |
| Médaille de bronze, Europe | Italie             | Troisième                       | 1       | 8       | 4       | 3       | 1       | 15      | 10      | 5       | +5      |
| 4e                         | Belgique           | Quatrième                       | 2       | 8       | 5       | 0       | 3       | 15      | 19      | 11      | +8      |
|                            |                    |                                 |         |         |         |         |         |         |         |         |         |
| 5e                         | Portugal           | Meilleur deuxième de groupe     | 3       | 6       | 4       | 1       | 1       | 13      | 12      | 4       | +8      |
| 6e                         | Pays-Bas           | 2e meilleur deuxième de groupe  | 1       | 6       | 3       | 2       | 1       | 11      | 7       | 4       | +3      |
| 7e                         | Danemark           | 3e meilleur deuxième de groupe  | 2       | 6       | 3       | 1       | 2       | 10      | 8       | 7       | +1      |
| 8e                         | Allemagne          | 4e Meilleur deuxième de groupe  | 4       | 6       | 2       | 3       | 1       | 9       | 10      | 13      | -3      |
|                            |                    |                                 |         |         |         |         |         |         |         |         |         |
| 9e                         | Angleterre         | Meilleur troisième de groupe    | 2       | 6       | 3       | 1       | 2       | 10      | 7       | 4       | +3      |
| 10e                        | Pologne            | 2e meilleur troisième de groupe | 1       | 6       | 2       | 1       | 3       | 7       | 6       | 6       | 0       |
| 11e                        | Suisse             | 3e meilleur troisième de groupe | 4       | 6       | 1       | 3       | 2       | 6       | 9       | 8       | -5      |
| 12e                        | Croatie            | 4e meilleur troisième de groupe | 3       | 6       | 1       | 0       | 5       | 3       | 9       | 16      | -7      |
|                            |                    |                                 |         |         |         |         |         |         |         |         |         |
| 13e                        | Ukraine            | Meilleur quatrième de groupe    | 4       | 6       | 2       | 0       | 4       | 6       | 5       | 13      | -8      |
| 14e                        | Suède              | 2e meilleur quatrième de groupe | 3       | 6       | 1       | 0       | 5       | 3       | 5       | 13      | -8      |
| 15e                        | Bosnie-Herzégovine | 3e meilleur quatrième de groupe | 1       | 6       | 0       | 2       | 4       | 2       | 3       | 11      | -8      |
| 16e                        | Islande            | 4e meilleur quatrième de groupe | 2       | 6       | 0       | 0       | 6       | 0       | 3       | 17      | -14     |

| Ligue B | Ligue B              | Ligue B                         | Ligue B | Ligue B | Ligue B | Ligue B | Ligue B | Ligue B | Ligue B | Ligue B | Ligue B |
| Rang    | Nation               | Parcours                        | Gr.     | MJ      | G       | N       | P       | Pts     | Bp      | Bc      | Diff    |
| ------- | -------------------- | ------------------------------- | ------- | ------- | ------- | ------- | ------- | ------- | ------- | ------- | ------- |
| 17e     | Pays de Galles       | Meilleur premier de groupe      | 4       | 6       | 5       | 1       | 0       | 16      | 7       | 1       | +6      |
| 18e     | Autriche             | 2e meilleur premier de groupe   | 1       | 6       | 4       | 1       | 1       | 13      | 9       | 6       | +3      |
| 19e     | Tchéquie             | 3e meilleur premier de groupe   | 2       | 6       | 4       | 0       | 2       | 12      | 9       | 5       | +4      |
| 20e     | Hongrie              | 4e meilleur premier de groupe   | 3       | 6       | 3       | 2       | 1       | 11      | 7       | 4       | +3      |
|         |                      |                                 |         |         |         |         |         |         |         |         |         |
| 21e     | Finlande             | Meilleur deuxième de groupe     | 4       | 6       | 4       | 0       | 2       | 12      | 7       | 5       | +2      |
| 22e     | Norvège              | 2e meilleur deuxième de groupe  | 1       | 6       | 3       | 1       | 2       | 10      | 12      | 10      | +2      |
| 23e     | Écosse               | 3e meilleur deuxième de groupe  | 2       | 6       | 3       | 1       | 2       | 10      | 5       | 4       | +1      |
| 24e     | Russie               | 4e meilleur deuxième de groupe  | 3       | 6       | 2       | 2       | 2       | 8       | 9       | 12      | -3      |
|         |                      |                                 |         |         |         |         |         |         |         |         |         |
| 25e     | Israël               | Meilleur troisième de groupe    | 2       | 6       | 2       | 2       | 2       | 8       | 7       | 7       | 0       |
| 26e     | Roumanie             | 2e meilleur troisième de groupe | 1       | 6       | 2       | 2       | 2       | 8       | 8       | 9       | -1      |
| 27e     | Serbie               | 3e meilleur troisième de groupe | 3       | 6       | 1       | 3       | 2       | 6       | 9       | 7       | +2      |
| 28e     | République d'Irlande | 4e meilleur troisième de groupe | 4       | 6       | 0       | 3       | 3       | 3       | 1       | 4       | -3      |
|         |                      |                                 |         |         |         |         |         |         |         |         |         |
| 29e     | Turquie              | Meilleur quatrième de groupe    | 3       | 6       | 1       | 3       | 2       | 6       | 6       | 8       | -2      |
| 30e     | Slovaquie            | 2e meilleur quatrième de groupe | 2       | 6       | 1       | 1       | 4       | 4       | 5       | 10      | --5     |
| 31e     | Bulgarie             | 3e meilleur quatrième de groupe | 4       | 6       | 0       | 2       | 4       | 2       | 2       | 7       | -5      |
| 32e     | Irlande du Nord      | 4e meilleur quatrième de groupe | 1       | 6       | 0       | 2       | 4       | 2       | 4       | 11      | -7      |

| Ligue C | Ligue C           | Ligue C                         | Ligue C | Ligue C | Ligue C | Ligue C | Ligue C | Ligue C | Ligue C | Ligue C | Ligue C |
| Rang    | Nation            | Parcours                        | Gr.     | MJ      | G       | N       | P       | Pts     | Bp      | Bc      | Diff    |
| ------- | ----------------- | ------------------------------- | ------- | ------- | ------- | ------- | ------- | ------- | ------- | ------- | ------- |
| 33e     | Slovénie          | Meilleur premier de groupe      | 3       | 6       | 4       | 2       | 0       | 14      | 8       | 1       | +7      |
| 34e     | Monténégro        | 2e meilleur premier de groupe   | 1       | 6       | 4       | 1       | 1       | 13      | 10      | 2       | +8      |
| 35e     | Albanie           | 3e meilleur premier de groupe   | 4       | 6       | 3       | 2       | 1       | 11      | 8       | 4       | +4      |
| 36e     | Arménie           | 4e meilleur premier de groupe   | 2       | 6       | 3       | 2       | 1       | 11      | 9       | 6       | +3      |
|         |                   |                                 |         |         |         |         |         |         |         |         |         |
| 37e     | Grèce             | Meilleur deuxième de groupe     | 3       | 6       | 3       | 3       | 0       | 12      | 6       | 1       | +5      |
| 38e     | Biélorussie       | 2e meilleur deuxième de groupe  | 4       | 6       | 3       | 1       | 2       | 10      | 10      | 8       | +2      |
| 39e     | Luxembourg        | 3e Meilleur deuxième de groupe  | 1       | 6       | 3       | 1       | 2       | 10      | 7       | 5       | +2      |
| 40e     | Macédoine du Nord | 4e meilleur deuxième de groupe  | 2       | 6       | 2       | 3       | 1       | 9       | 9       | 8       | +1      |
|         |                   |                                 |         |         |         |         |         |         |         |         |         |
| 41e     | Lituanie          | Meilleur troisième de groupe    | 4       | 6       | 2       | 2       | 2       | 8       | 5       | 7       | -2      |
| 42e     | Géorgie           | 2d meilleur troisième de groupe | 2       | 6       | 1       | 4       | 1       | 7       | 6       | 6       | 0       |
| 43e     | Azerbaïdjan       | 3e meilleur troisième de groupe | 1       | 6       | 1       | 3       | 2       | 6       | 2       | 4       | -2      |
| 44e     | Kosovo            | 4e meilleur troisième de groupe | 3       | 6       | 1       | 2       | 3       | 5       | 4       | 6       | -2      |
|         |                   |                                 |         |         |         |         |         |         |         |         |         |
| 45e     | Kazakhstan        | Meilleur quatrième de groupe    | 4       | 6       | 1       | 1       | 4       | 4       | 5       | 9       | -4      |
| 46e     | Chypre            | 2e meilleur quatrième de groupe | 1       | 6       | 1       | 1       | 4       | 4       | 2       | 10      | -8      |
| 47e     | Estonie           | 3e meilleur quatrième de groupe | 2       | 6       | 0       | 3       | 3       | 3       | 5       | 9       | -4      |
| 48e     | Moldavie          | 4e meilleur quatrième de groupe | 3       | 6       | 0       | 1       | 5       | 1       | 1       | 11      | -10     |

| Ligue D | Ligue D       | Ligue D                         | Ligue D | Ligue D | Ligue D | Ligue D | Ligue D | Ligue D | Ligue D | Ligue D | Ligue D |
| Rang    | Nation        | Parcours                        | Gr.     | MJ      | G       | N       | P       | Pts     | Bp      | Bc      | Diff    |
| ------- | ------------- | ------------------------------- | ------- | ------- | ------- | ------- | ------- | ------- | ------- | ------- | ------- |
| 49e     | Gibraltar     | Meilleur premier de groupe      | 2       | 4       | 2       | 2       | 0       | 8       | 3       | 1       | +2      |
| 50e     | Îles Féroé    | 2d meilleur premier de groupe   | 1       | 4       | 1       | 3       | 0       | 6       | 6       | 5       | +1      |
|         |               |                                 |         |         |         |         |         |         |         |         |         |
| 51e     | Liechtenstein | Meilleur deuxième de groupe     | 2       | 4       | 1       | 2       | 1       | 5       | 3       | 2       | +1      |
| 52e     | Malte         | 2d meilleur deuxième de groupe  | 1       | 4       | 1       | 2       | 1       | 5       | 5       | 5       | 0       |
|         |               |                                 |         |         |         |         |         |         |         |         |         |
| 53e     | Lettonie      | Meilleur troisième de groupe    | 1       | 4       | 0       | 3       | 1       | 3       | 3       | 4       | -1      |
| 54e     | Saint-Marin   | 2d meilleur troisième de groupe | 2       | 4       | 0       | 2       | 2       | 2       | 0       | 3       | -3      |
|         |               |                                 |         |         |         |         |         |         |         |         |         |
| 55e     | Andorre       | 4e de groupe                    | 1       | 6       | 0       | 2       | 4       | 2       | 1       | 11      | -10     |

### Promotions et relégations
| Promotions | Promotions        | Promotions        | Promotions        |
| Groupe     | Ligue B → Ligue A | Ligue C → Ligue B | Ligue D → Ligue C |
| ---------- | ----------------- | ----------------- | ----------------- |
| Groupe 1   | Autriche          | Monténégro        | Îles Féroé        |
| Groupe 2   | Tchéquie          | Arménie           | Gibraltar         |
| Groupe 3   | Hongrie           | Slovénie          |                   |
| Groupe 4   | Pays de Galles    | Albanie           |                   |

| Relégations | Relégations        | Relégations       | Relégations       |
| Groupe      | Ligue A → Ligue B  | Ligue B → Ligue C | Ligue C → Ligue D |
| ----------- | ------------------ | ----------------- | ----------------- |
| Groupe 1    | Bosnie-Herzégovine | Irlande du Nord   |                   |
| Groupe 2    | Islande            | Slovaquie         | Estonie           |
| Groupe 3    | Suède              | Turquie           | Moldavie          |
| Groupe 4    | Ukraine            | Bulgarie          |                   |

## Meilleurs buteurs
| Rang | Buteur              | Pays       | Buts |
| ---- | ------------------- | ---------- | ---- |
| 1    | Romelu Lukaku       | Belgique   | 6    |
| 1    | Ferran Torres       | Espagne    | 6    |
| 3    | Timo Werner         | Allemagne  | 4    |
| 3    | Christian Eriksen   | Danemark   | 4    |
| 3    | Kylian Mbappé       | France     | 4    |
| 6    | Dries Mertens       | Belgique   | 3    |
| 6    | Mikel Oyarzabal     | Espagne    | 3    |
| 6    | Olivier Giroud      | France     | 3    |
| 6    | Domenico Berardi    | Italie     | 3    |
| 6    | Georginio Wijnaldum | Pays-Bas   | 3    |
| 6    | Diogo Jota          | Portugal   | 3    |
| 12   | 18 joueurs          | 18 joueurs | 2    |
| 30   | 60 joueurs          | 60 joueurs | 1    |

| Rang | Buteur            | Pays       | Buts |
| ---- | ----------------- | ---------- | ---- |
| 1    | Erling Haaland    | Norvège    | 6    |
| 2    | Eran Zahavi       | Israël     | 5    |
| 3    | Fredrik Jensen    | Finlande   | 3    |
| 3    | Alexander Sørloth | Norvège    | 3    |
| 5    | 11 joueurs        | 11 joueurs | 2    |
| 16   | 61 joueurs        | 61 joueurs | 1    |

| Rang | Buteur              | Pays       | Buts |
| ---- | ------------------- | ---------- | ---- |
| 1    | Romelu Lukaku       | Belgique   | 6    |
| 1    | Ferran Torres       | Espagne    | 6    |
| 3    | Timo Werner         | Allemagne  | 4    |
| 3    | Christian Eriksen   | Danemark   | 4    |
| 3    | Kylian Mbappé       | France     | 4    |
| 6    | Dries Mertens       | Belgique   | 3    |
| 6    | Mikel Oyarzabal     | Espagne    | 3    |
| 6    | Olivier Giroud      | France     | 3    |
| 6    | Domenico Berardi    | Italie     | 3    |
| 6    | Georginio Wijnaldum | Pays-Bas   | 3    |
| 6    | Diogo Jota          | Portugal   | 3    |
| 12   | 18 joueurs          | 18 joueurs | 2    |
| 30   | 60 joueurs          | 60 joueurs | 1    |

| Rang | Buteur            | Pays       | Buts |
| ---- | ----------------- | ---------- | ---- |
| 1    | Erling Haaland    | Norvège    | 6    |
| 2    | Eran Zahavi       | Israël     | 5    |
| 3    | Fredrik Jensen    | Finlande   | 3    |
| 3    | Alexander Sørloth | Norvège    | 3    |
| 5    | 11 joueurs        | 11 joueurs | 2    |
| 16   | 61 joueurs        | 61 joueurs | 1    |

| Rang | Buteur           | Pays       | Buts |
| ---- | ---------------- | ---------- | ---- |
| 1    | Sokol Cikalleshi | Albanie    | 4    |
| 1    | Rauno Sappinen   | Estonie    | 4    |
| 1    | Stevan Jovetic   | Monténégro | 4    |
| 1    | Haris Vuckic     | Slovénie   | 4    |
| 5    | Danel Sinani     | Luxembourg | 3    |
| 6    | 13 joueurs       | 13 joueurs | 2    |
| 19   | 49 joueurs       | 49 joueurs | 1    |

| Rang | Buteur            | Pays       | Buts |
| ---- | ----------------- | ---------- | ---- |
| 1    | Klæmint Olsen     | Îles Féroé | 4    |
| 2    | Jānis Ikaunieks   | Lettonie   | 3    |
| 3    | Jurgen Degabriele | Malte      | 2    |
| 4    | 20 joueurs        | 20 joueurs | 1    |

| Rang | Buteur           | Pays       | Buts |
| ---- | ---------------- | ---------- | ---- |
| 1    | Sokol Cikalleshi | Albanie    | 4    |
| 1    | Rauno Sappinen   | Estonie    | 4    |
| 1    | Stevan Jovetic   | Monténégro | 4    |
| 1    | Haris Vuckic     | Slovénie   | 4    |
| 5    | Danel Sinani     | Luxembourg | 3    |
| 6    | 13 joueurs       | 13 joueurs | 2    |
| 19   | 49 joueurs       | 49 joueurs | 1    |

| Rang | Buteur            | Pays       | Buts |
| ---- | ----------------- | ---------- | ---- |
| 1    | Klæmint Olsen     | Îles Féroé | 4    |
| 2    | Jānis Ikaunieks   | Lettonie   | 3    |
| 3    | Jurgen Degabriele | Malte      | 2    |
| 4    | 20 joueurs        | 20 joueurs | 1    |

## Meilleurs passeurs
| Rang | Passeur         | Pays       | Passes |
| ---- | --------------- | ---------- | ------ |
| 1    | Kevin De Bruyne | Belgique   | 6      |
| 2    | Fabián Ruiz     | Espagne    | 3      |
| 2    | Kylian Mbappé   | France     | 3      |
| 2    | Lorenzo Insigne | Italie     | 3      |
| 5    | 11 joueurs      | 11 joueurs | 2      |
| 15   | 68 joueurs      | 68 joueurs | 1      |

| Rang | Passeur    | Pays       | Passes |
| ---- | ---------- | ---------- | ------ |
| 1    | 12 joueurs | 12 joueurs | 2      |
| 13   | 53 joueurs | 53 joueurs | 1      |

| Rang | Passeur         | Pays       | Passes |
| ---- | --------------- | ---------- | ------ |
| 1    | Kevin De Bruyne | Belgique   | 6      |
| 2    | Fabián Ruiz     | Espagne    | 3      |
| 2    | Kylian Mbappé   | France     | 3      |
| 2    | Lorenzo Insigne | Italie     | 3      |
| 5    | 11 joueurs      | 11 joueurs | 2      |
| 15   | 68 joueurs      | 68 joueurs | 1      |

| Rang | Passeur    | Pays       | Passes |
| ---- | ---------- | ---------- | ------ |
| 1    | 12 joueurs | 12 joueurs | 2      |
| 13   | 53 joueurs | 53 joueurs | 1      |

| Rang | Passeur              | Pays        | Passes |
| ---- | -------------------- | ----------- | ------ |
| 1    | Tigran Barseghyan    | Arménie     | 3      |
| 1    | Sead Hakšabanović    | Monténégro  | 3      |
| 3    | Anastasios Bakasetas | Grèce       | 2      |
| 3    | Damjan Bohar         | Slovénie    | 2      |
| 3    | Stevan Jovetić       | Monténégro  | 2      |
| 3    | Igor Stasevich       | Biélorussie | 2      |
| 7    | 40 joueurs           | 40 joueurs  | 1      |

| Rang | Passeur        | Pays       | Passes |
| ---- | -------------- | ---------- | ------ |
| 1    | Luke Gambin    | Malte      | 3      |
| 2    | Hallur Hansson | Îles Féroé | 2      |
| 3    | 10 joueurs     | 10 joueurs | 1      |

| Rang | Passeur              | Pays        | Passes |
| ---- | -------------------- | ----------- | ------ |
| 1    | Tigran Barseghyan    | Arménie     | 3      |
| 1    | Sead Hakšabanović    | Monténégro  | 3      |
| 3    | Anastasios Bakasetas | Grèce       | 2      |
| 3    | Damjan Bohar         | Slovénie    | 2      |
| 3    | Stevan Jovetić       | Monténégro  | 2      |
| 3    | Igor Stasevich       | Biélorussie | 2      |
| 7    | 40 joueurs           | 40 joueurs  | 1      |

| Rang | Passeur        | Pays       | Passes |
| ---- | -------------- | ---------- | ------ |
| 1    | Luke Gambin    | Malte      | 3      |
| 2    | Hallur Hansson | Îles Féroé | 2      |
| 3    | 10 joueurs     | 10 joueurs | 1      |

## Barrages
Les 2 meilleures nations selon le classement général parmi les vainqueurs de groupe  de la Ligue des Nations de l'UEFA 2020-2021, qui ne finiraient ni premier, ni deuxième de leur groupe de qualification pour la Coupe du monde 2022 auront une place en barrage.
Légende du classement
- Qualification pour les barrages via la Ligue des nations

Mise à jour : 16 novembre 2021
| Meilleurs premiers de groupe de la Ligue des nations 2020-2021. | Meilleurs premiers de groupe de la Ligue des nations 2020-2021. | Meilleurs premiers de groupe de la Ligue des nations 2020-2021. | Meilleurs premiers de groupe de la Ligue des nations 2020-2021. | Meilleurs premiers de groupe de la Ligue des nations 2020-2021. | Meilleurs premiers de groupe de la Ligue des nations 2020-2021. | Meilleurs premiers de groupe de la Ligue des nations 2020-2021. | Meilleurs premiers de groupe de la Ligue des nations 2020-2021. | Meilleurs premiers de groupe de la Ligue des nations 2020-2021. | Meilleurs premiers de groupe de la Ligue des nations 2020-2021. | Meilleurs premiers de groupe de la Ligue des nations 2020-2021. | Meilleurs premiers de groupe de la Ligue des nations 2020-2021. |
| Rang                                                            | Nation                                                          | Ligue                                                           | Gr.                                                             | MJ                                                              | G                                                               | N                                                               | P                                                               | Pts                                                             | Bp                                                              | Bc                                                              | Diff                                                            |
| --------------------------------------------------------------- | --------------------------------------------------------------- | --------------------------------------------------------------- | --------------------------------------------------------------- | --------------------------------------------------------------- | --------------------------------------------------------------- | --------------------------------------------------------------- | --------------------------------------------------------------- | --------------------------------------------------------------- | --------------------------------------------------------------- | --------------------------------------------------------------- | --------------------------------------------------------------- |
| 1re                                                             | France                                                          | A                                                               | 3                                                               | 6                                                               | 5                                                               | 1                                                               | 0                                                               | 16                                                              | 12                                                              | 5                                                               | +7                                                              |
| 2e                                                              | Espagne                                                         | A                                                               | 4                                                               | 6                                                               | 3                                                               | 2                                                               | 1                                                               | 11                                                              | 13                                                              | 3                                                               | +10                                                             |
| 3e                                                              | Italie                                                          | A                                                               | 1                                                               | 6                                                               | 3                                                               | 3                                                               | 0                                                               | 12                                                              | 7                                                               | 2                                                               | +5                                                              |
| 4e                                                              | Belgique                                                        | A                                                               | 2                                                               | 6                                                               | 5                                                               | 0                                                               | 1                                                               | 15                                                              | 16                                                              | 6                                                               | +10                                                             |
|                                                                 |                                                                 |                                                                 |                                                                 |                                                                 |                                                                 |                                                                 |                                                                 |                                                                 |                                                                 |                                                                 |                                                                 |
| 5e                                                              | Pays de Galles                                                  | B                                                               | 4                                                               | 6                                                               | 5                                                               | 1                                                               | 0                                                               | 16                                                              | 7                                                               | 1                                                               | +6                                                              |
| 6e                                                              | Autriche                                                        | B                                                               | 1                                                               | 6                                                               | 4                                                               | 1                                                               | 1                                                               | 13                                                              | 9                                                               | 6                                                               | +3                                                              |
| 7e                                                              | Tchéquie                                                        | B                                                               | 2                                                               | 6                                                               | 4                                                               | 0                                                               | 2                                                               | 12                                                              | 9                                                               | 5                                                               | +4                                                              |
| 8e                                                              | Hongrie                                                         | B                                                               | 3                                                               | 6                                                               | 3                                                               | 2                                                               | 1                                                               | 11                                                              | 7                                                               | 4                                                               | +3                                                              |
|                                                                 |                                                                 |                                                                 |                                                                 |                                                                 |                                                                 |                                                                 |                                                                 |                                                                 |                                                                 |                                                                 |                                                                 |
| 9e                                                              | Slovénie                                                        | C                                                               | 3                                                               | 6                                                               | 4                                                               | 2                                                               | 0                                                               | 14                                                              | 8                                                               | 1                                                               | +7                                                              |
| 10e                                                             | Monténégro                                                      | C                                                               | 1                                                               | 6                                                               | 4                                                               | 1                                                               | 1                                                               | 13                                                              | 10                                                              | 2                                                               | +8                                                              |
| 11e                                                             | Albanie                                                         | C                                                               | 4                                                               | 6                                                               | 3                                                               | 2                                                               | 1                                                               | 11                                                              | 8                                                               | 4                                                               | +4                                                              |
| 12e                                                             | Arménie                                                         | C                                                               | 2                                                               | 6                                                               | 3                                                               | 2                                                               | 1                                                               | 11                                                              | 9                                                               | 6                                                               | +3                                                              |
|                                                                 |                                                                 |                                                                 |                                                                 |                                                                 |                                                                 |                                                                 |                                                                 |                                                                 |                                                                 |                                                                 |                                                                 |
| 13e                                                             | Gibraltar                                                       | D                                                               | 2                                                               | 4                                                               | 2                                                               | 2                                                               | 0                                                               | 8                                                               | 3                                                               | 1                                                               | +2                                                              |
| 14e                                                             | Îles Féroé                                                      | D                                                               | 1                                                               | 4                                                               | 1                                                               | 3                                                               | 0                                                               | 6                                                               | 6                                                               | 5                                                               | +1                                                              |